# Así no hay cama que aguante
Así no hay cama que aguante es una película cómica argentina, cuyos protagonistas principales son Jorge Porcel y Moria Casán, estrenada el 6 de marzo de 1980.
En la misma el conjunto Katunga interpreta el tema Me gusta la parranda. También puede escucharse de fondo a Judy Cheeks cantando Mellow Lovin.

## Argumento
Dos amigos, Horacio y Claudio, planean pasar un divertido fin de semana de verano con sus novias Marcela y Silvana, instalándose en la casaquinta de la madrina de Horacio aprovechando que ella está de viaje.
Inesperadamente se presenta un prestamista a cobrarles una deuda para la cual pusieron la quinta como garantía....y para sumar aún más problemas, Jorge, un amigo de ellos, también quiere cobrarles un dinero que le deben para apostar en las carreras de caballos.
Con todas estas situaciones inventan un delirante plan para ganar unos días de tiempo y juntar el dinero necesario, mientras los enredos se van sumando a medida que transcurre el fin de semana.

## Reparto
- Jorge Porcel...Jorge
- Moria Casán...Marcela
- Chico Novarro...Horacio
- Patricia Dal...Teresa
- Marcos Zucker...Rosendo
- Carlos Rotundo...Claudio
- Alberto Irízar...Dr. Sócrates Leyes
- Elvia Andreoli...Silvana
- César Bertrand...Cuidador yegua de Jorge
- Alberto Olmedo...Jockey
- Pepita Muñoz...Señora gorda en la boite
- Luisa Albinoni...vecina rubia tenista
- Raúl Ricutti...Jardinero
- Delfor Medina...Maitre.
- Juan Carlos "El Flaco" García...Espectador en hipódromo
- Mónica Lander
- Monica Land...Vecina morocha tenista
- Gissel Ducal
- Semillita...Petizo en baño de la boite
- Alberto Campanini
- Loana Muller
- Cristina Toco